# Anamarija Stibilj Šajn
Anamarija Stibilj Šajn, slovenskа umetnostna zgodovinarka, kustosinja, likovna kritičarka in kuratorka, 5 junij 1965, Slovenija. 

Odraščala je v Ajdovščini. Diplomiralа је iz zgodovine umetnosti na Univerzi v Ljubljani. Kot študentka je ob poletjih v Papeškem slovenskem zavodu v Rimu – Sloveniku pomagala pri hišnih opravilih. Na začetku kariere je bila profesorica umetnostne zgodovine na gimnaziji v Ajdovščini.
Kot zunanja sodelavka že dve desetletji in pol vodi razstavno dejavnost Kosovelovega doma v Sežana.  Sodeluje z različnimi galerijami po Sloveniji in tujini, med drugim z Galerijo Turnac v Novi Vinodolski, (Hrvaška), z galerijo Pavelhaus Avstrija, Galerijo Ars v Gorica (Italija), že večkrat pa je slovenske umetnike predstavljala tudi v Rimu, na Dunaj, v  Bruselj in Londonu.
Je neodvisna kustosinja in likovna kritičarka za javne in zasebne institucije doma in v tujini, avtorica številnih katalogov in različnih publikacij o umetnosti. Je tudi organizatorka in umetniška vodja več umetniških simpozijev in delavnic. Ukvarja se z moderno in sodobno umetnostjo.
Z izborom slovenskih avtorjev je sodelovala pri formiranju mednarodnega muzeja sodobne umetnosti v 
Neapelj – Casoria International Contemporary Art Museum. V letu 2008 je deset slovenskih slikarjev predstavila na Nizozemskem – Stedelijk Museum in galerija Pand Paulus v Schiedamu.
Bila je med snovalci kolonije Umetniki za Karitas.

Že tri desetletja (1993) je strokovna spremljevalka Mednarodne likovne delavnice »Slovenija, odprta za umetnost« (Sinji vrh nad Ajdovščino, Slovenija). V letu 2007 je prevzela vodenje projekta in ga nadgradila v simpozij. Strokovno spremlja tudi druga delovna srečanja likovnih ustvarjalcev po Sloveniji in tujini.